# Occidenchthonius pinai
Espèce
Synonymes
- Chthonius pinai Zaragoza, 1985

Occidenchthonius pinai est une espèce de pseudoscorpions de la famille des Chthoniidae.

## Distribution
Cette espèce est endémique du Pays valencien en Espagne,. Elle se rencontre dans l'Avenc de la Masalatava à Bolulla.

## Description
La femelle holotype mesure 1,48 mm, les femelles mesurent de 1,23 à  1,48 mm.

## Étymologie
Cette espèce est nommée en l'honneur de José Antonio Pina Gosálvez.

## Publication originale
- Zaragoza, 1985 : Nuevos o interesantes Chthoniidae cavernicolas del Pais Valenciano (Arachnida, Pseudoscorpiones). Miscellania Zoologica (Barcelona), vol. 9, p. 145-158 (texte intégral).